# Morsárfoss
De Morsárfoss (spreek uit: 'morsaurfoss'), gelegen in het Nationaal Park Skaftafell, is met naar schatting 228 meter hoogte de hoogste waterval van IJsland.

## Ontdekking
Lange tijd werd aangenomen dat de Glymur de hoogste waterval van IJsland was. In de zomer van 2007 werd een kleine (qua watervolume) maar zeer hoge waterval ontdekt die tot dan toe verborgen was gebleven onder het ijspakket van de Morsárjökull, deel van de veel grotere Vatnajökull. Waarschijnlijk heeft de klimaatverandering ertoe geleid dat de gletsjer zich terugtrok, waardoor deze waterval (deels) zichtbaar werd. Bij helder weer is een glimp ervan te zien vanaf de ringweg waar deze over Skeiðarársandur loopt. Hij is beter te zien vanaf de top van de Kristínartindar, op ongeveer 6 kilometer afstand.
De waterval ontspringt ergens onder het gletsjerijs, vandaar dat de bovenloop nog niet in kaart gebracht is, en daarom is ook de exacte hoogte van de waterval niet bekend. Ook het onderste deel van de waterval is niet zichtbaar.
De waterval is zeer lastig te bereiken. Om er te komen moet een flink stuk van de Morsárjökull te voet overgestoken worden, wat gevaarlijk is omdat die constant in beweging is en vol zit met gletsjerspleten. Op 29 juni 2011 hebben de geoloog Jón Viðar Sigurðsson en de gletsjergids Guðmundur Ögmundsson een expeditie ondernomen om de hoogte van de waterval op te meten. Het bleek te gevaarlijk om direct bij de waterval te komen, omdat er doorlopend ijs en puin van over de rand omlaag valt. De waterval heeft onderaan in het ijs een holte van naar schatting 10-15 meter uitgesleten, die deels opgevuld is met een puinwaaier. De waterval werd vanaf drie plaatsen nauwkeurig gefotografeerd en zo kon men tot de conclusie komen dat de waterval bij benadering 227,3 meter hoog moest zijn; zo'n 32 meter hoger dan de Glymur. Vermoed wordt echter dat hij nog hoger is, waarschijnlijk ongeveer 240 meter.
Vrij dicht bij de waterval bevinden zich nog enkele kleinere watervallen van min of meer de zelfde lengte, daarom wordt er ook wel gesproken van Morsárfossar (meervoud).

## Naamgeving
Er is in 2011 een prijsvraag gehouden om de naam van deze nieuw ontdekte waterval vast te stellen. De naam Morsárfoss kreeg de meeste stemmen. De naam is afgeleid van de gletsjer Morsárjökull waarop de waterval terecht komt, en het daaruit ontspringende riviertje Morsá.